# Christian Cappis
Christian Jaeger Cappis (ur. 13 sierpnia 1999 w Katy) – amerykański piłkarz występujący na pozycji środkowego pomocnika, od 2024 roku zawodnik norweskiego Vikinga.